# Tân Kỳ (xã)
Tân Kỳ là một xã thuộc thành phố Hải Phòng, Việt Nam.
Xã Tân Kỳ có diện tích 7,15 km², dân số năm 1999 là 7946 người, mật độ dân số đạt 1113 người/km².
Tân Kỳ là một tên xã từ sau Cách mạng tháng Tám khi sáp nhập 2 xã lúc đó là: xã Ngọc Lâm (có 3 thôn: thôn Thượng Lang, thôn Ngọc Lâm, thôn Quỳnh Côi) và xã Nghi Khê.
Tâm linh, di tích:
- Chùa Đại Bi (chùa Cả , nay không còn nữa )
- Chùa Chìu, (chùa Gôi), ở Quỳnh Côi - Ngọc Lâm
- Chùa Diên Khánh (ở Nghi Khê ), cơ sở cách mạng của Đảng bộ Tứ Kỳ.
Ngoài các ngôi đình cổ ở Ngọc Lâm, Quỳnh Côi và Nghi Nghê. Ngày 16/10 năm Đinh Dậu (2017), Thượng Lang đã khôi phục được ngôi đình trền nền đất cổ.